# Tecnifibre
Tecnifibre er en fransk producent af sportsudstyr til tennis, squash og padel, som er baseret i Paris. Den blev etableret i 1979 af Thierry Maissant. I 2017 overtog Lacoste 80 % af virksomheden.